# Pseudarthria fagifolia
Espèce
Pseudarthria fagifolia est une espèce de plantes à fleurs de la famille des Fabaceae et du genre Pseudarthria, présente en Afrique tropicale.

## Description
C'est une plante pérenne érigée (ou sous-arbuste) avec de petites fleurs pourpres, qui peut atteindre 100 à 150 cm de hauteur.

## Distribution
L'espèce est présente en Afrique tropicale, du Sénégal au Nigeria, également au Cameroun et en République centrafricaine.

## Habitat
On la rencontre dans la savane arbustive, les forêts galeries, en association avec le raphia et parfois avec le bambou.

## Utilisation
Récoltée à l'état sauvage, elle est utilisée en médecine traditionnelle pour traiter les affections des bronches, les maux de gorge, les douleurs liées à la fièvre, la dysenterie .